# Distretto di Es Senia
Il distretto di Es Senia è un distretto della provincia di Orano, in Algeria.

## Comuni
Il distretto di Es Senia comprende 3 comuni:
- Es Senia
- El Kerma
- Sidi Chami